# Стадо (филм)
Стадо је српски хумористички филм из 2016. године, редитељски првенац прослављеног глумца Николе Које. Сценарио за филм је написао драмски писац Небојша Ромчевић.
Филм је првобитно требало да режира редитељ Горан Гајић, међутим он се због других обавеза задржао само на позицији супервизора режије, док се за саму режију постарао глумац Никола Којо, који је и продуцент филма, и тумач једне од главних улога.
Биоскопска премијера филма је била 23. новембра 2016. године. За мање од два месеца приказивања филма Стадо погледало га је преко 200.000 гледалаца.

## Радња
Ово је сатирична комедија о животу иза камере, о глумцима, редитељима и другим филмским радницима, неизлечивим ентузијастима, слепим за објективне околности, који стављају на коцку своју егзистенцију у жељи да направе велико уметничко дело. До сјаја и бљештавила црвеног тепиха на свечаној премијери не долази се путем посутим ружама, већ компромисима, борбом, па и пактом са ђаволом, ако је потребно.
Може се рећи да је „Стадо“ засновано на истинитој причи и на причи која се у овом тренутку одвија око неког сличног пројекта и одвијаће се док постоје уметници и док постоји држава.

## Улоге
| Глумац               | Улога                       |
| -------------------- | --------------------------- |
| Никола Којо          | Коља                        |
| Весна Тривалић       | Вида                        |
| Зоран Цвијановић     | Цвеја                       |
| Наташа Нинковић      | Мила                        |
| Никола Ђуричко       | Баки                        |
| Срђан Тимаров        | Трајко                      |
| Горан Шушљик         | Гоша                        |
| Бранислав Трифуновић | Глумац адвокат              |
| Лако Николић         | Лаки                        |
| Никола Вујовић       | Глумац судски извршитељ     |
| Горан Радаковић      | Милан                       |
| Петар Стругар        | Сава                        |
| Небојша Илић         | Судски извршитељ            |
| Марко Гверо          | Председник месног одбора    |
| Војин Ћетковић       | Неша                        |
| Милош Самолов        | Шабан                       |
| Христина Поповић     | Мултимедијалка              |
| Слободан Павелкић    | Продуцент                   |
| Драган Петровић      | Таса                        |
| Мира Бањац           | Брљина удовица              |
| Никола Пејаковић     | Баја                        |
| Данијела Врањеш      | ПР председник месног одбора |
| Бојан Димитријевић   | Директор маркетинга         |

## Критике
Дубравка Лакић:
Са занатске стране је одрађено довољно редитељски писмено, примерено захтевима саме приче и одабраном филмском језику који је добрим делом блискији телевизији. Онај део у којем редитељ Којо заслужује чисту петицу јесте његов рад са колегама глумцима. Племенито и са пуно љубави у крупним плановима. И са истанчаним осећајем да од сваког од те многобројне глумачке братије извуче оно најбоље.
Никола Љуца:
Бићу екстреман и крајње личан, како једино и може да се прича о уметности. Мислим да то није филм уопште, него најобичнији телевизијски програм. Подсећа на најгоре доба наше кинематографије, почетак двехиљадитих, оне одвратне и неуспеле комедије које су нас малтретирале у нашој тешко стеченој слободи.

## Занимљивости
- Најгледанији је српски филм у биоскопима за 2016. години.[8]
- Филм се није појавио на Фесту зато што су чланови комисије сматрали да је више налик телевизијском програму или серији скечева него филму, и да је тај тренд лош за домаћу кинематографију.[9]
- Никола Којо је филм посветио свом куму Манди.[10]